# Abenberg
Abenberg è una città tedesca di 5 614 abitanti situata nel Land della Baviera.

## Storia
Fu sede del monastero agostiniano di Marienburg, fondato nel XII secolo dalla beata Stilla, secolarizzato nel 1805 e passato, nel 1920, alle suore clementine.